# Discographie d'Ashanti
 (décembre 2009).
Si vous disposez d'ouvrages ou d'articles de référence ou si vous connaissez des sites web de qualité traitant du thème abordé ici, merci de compléter l'article en donnant les références utiles à sa vérifiabilité et en les liant à la section « Notes et références ».

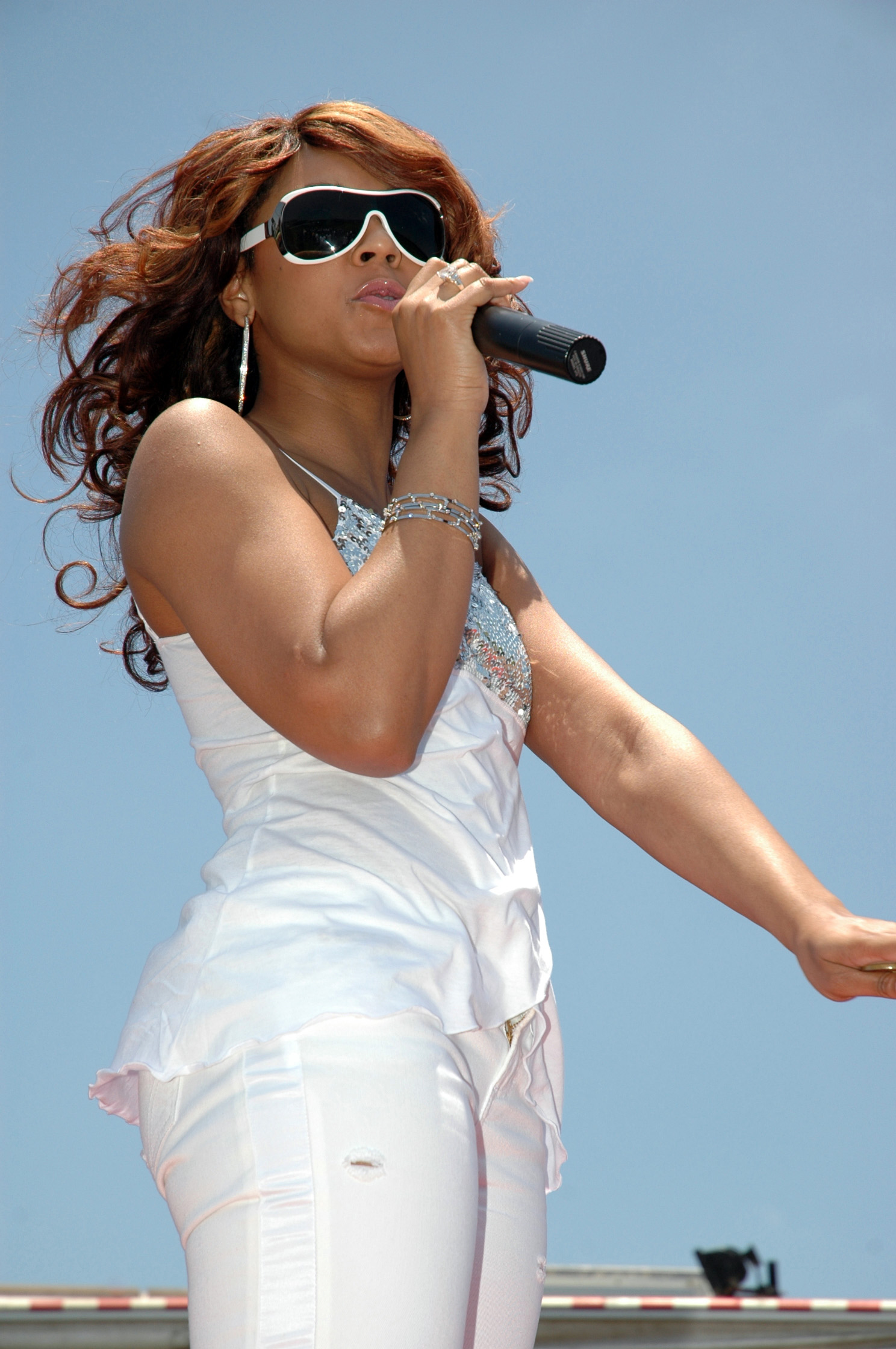
La chanteuse de rythme et de blues Ashanti, vêtue de blanc, se produit au Camp Hansen, au Japon, le 5 juin 2005, après avoir parlé avec les Marines américains lors d'une tournée United Service Organizations.

Cet article présente la discographie de la chanteuse américaine Ashanti.

## Albums

### Studio albums
| Année | Information                                        | Chart positions | Chart positions | Chart positions | Chart positions | Chart positions | Chart positions | Chart positions | Chart positions | Chart positions | Ventes et certifications ,       |
| Année | Information                                        | U.S.            | U.S. R&B        | UK              | AUS             | CAN             | NZ              | FRA             | GER             | SWI             | Ventes et certifications ,       |
| ----- | -------------------------------------------------- | --------------- | --------------- | --------------- | --------------- | --------------- | --------------- | --------------- | --------------- | --------------- | -------------------------------- |
| 2002  | Ashanti - Sortie: 2 avril 2002                     | 1               | 1               | 3               | 10              | 5               | 15              | 29              | 10              | 15              | - Ventes mondiales: 7 million+   |
| 2003  | Chapter II - Sortie : 1er juillet 2003             | 1               | 1               | 5               | 19              | 5               | 22              | 62              | 12              | 9               | - Ventes mondiales: 3.5 million+ |
| 2004  | Concrete Rose - Sortie: 14 décembre 2004           | 7               | 2               | 25              | —               | 8               | —               | 98              | 36              | 66              | - Ventes mondiales: 2 million    |
| 2008  | The Declaration - Sortie: 3 juin 2008              | 6               | 2               | 119             | —               | 82              | —               | —               | —               | —               | - Ventes mondiales: 350,000 +    |
| 2014  | Braveheart - 5e album studio - Sortie: 4 mars 2014 | 10              |                 |                 | —               |                 | —               | —               | —               | —               |                                  |

### Compilation albums
| Année | Information                                       | Chart positions | Chart positions | Chart positions | Ventes et certifications |
| Année | Information                                       | U.S.            | U.S. R&B        | UK              | Ventes et certifications |
| ----- | ------------------------------------------------- | --------------- | --------------- | --------------- | ------------------------ |
| 2003  | Ashanti's Christmas - Sortie: 18 novembre 2003    | 160             | 43              | 52              | - Ventes US: 150,000+    |
| 2004  | Can't Stop - Sortie: 2004                         | —               | —               | —               | - Ventes US: N/A 320,000 |
| 2005  | Collectables by Ashanti - Sortie: 6 décembre 2005 | 59              | 10              | 72              | - Ventes US: 150,000+    |
| 2008  | The Vault - Sortie: 14 octobre 2008               | —               | —               | —               | - Ventes US: 191,000     |

## EP
| Année | Album                             | Chart positions |
| Année | Album                             | U.S.            |
| ----- | --------------------------------- | --------------- |
| 2003  | 7 Series Sampler - Released: 2003 | 142             |

## Singles

### En tant qu'artiste principale
| Année | Titre                                                 | Meilleur classement | Meilleur classement | Meilleur classement | Meilleur classement | Meilleur classement | Meilleur classement | Meilleur classement | Meilleur classement | Meilleur classement | Meilleur classement | Meilleur classement | Album                   |
| Année | Titre                                                 | É-U                 | É-U R&B             | R-U                 | IRL                 | AUS                 | N-Z                 | SUI                 | FRA                 | CAN                 | ALL                 | JPN                 | Album                   |
| ----- | ----------------------------------------------------- | ------------------- | ------------------- | ------------------- | ------------------- | ------------------- | ------------------- | ------------------- | ------------------- | ------------------- | ------------------- | ------------------- | ----------------------- |
| 2002  | Foolish (en)                                          | 1                   | 1                   | 4                   | 14                  | 6                   | 8                   | 15                  | 62                  | 9                   | 6                   | 2                   | Ashanti                 |
| 2002  | Happy (en)                                            | 8                   | 6                   | 13                  | 22                  | 29                  | 19                  | 24                  | 40                  | —                   | 41                  | 100                 | Ashanti                 |
| 2002  | Baby (en)                                             | 15                  | 7                   | —                   | —                   | —                   | —                   | —                   | —                   | —                   | 89                  | —                   | Ashanti                 |
| 2003  | Rock wit U (Awww Baby) (en)                           | 2                   | 4                   | 7                   | 21                  | 19                  | 24                  | 33                  | —                   | 4                   | 41                  | 2                   | Chapter II              |
| 2003  | Rain on Me                                            | 7                   | 2                   | 19                  | —                   | —                   | —                   | 85                  | —                   | 29                  | 70                  | 44                  | Chapter II              |
| 2003  | Breakup 2 Makeup (en) (Remix)                         | —                   | 76                  | —                   | —                   | —                   | —                   | —                   | —                   | —                   | —                   | —                   | Chapter II              |
| 2004  | Only U (en)                                           | 13                  | 10                  | 2                   | 4                   | 24                  | 14                  | 12                  | 33                  | —                   | 12                  | 6                   | Concrete Rose           |
| 2005  | Don't Let Them (en)                                   | —                   | —                   | 38                  | 41                  | —                   | —                   | —                   | —                   | —                   | —                   | —                   | Concrete Rose           |
| 2005  | Still on It (en) (featuring Paul Wall and Method Man) | 115                 | 55                  | —                   | —                   | —                   | —                   | —                   | —                   | —                   | —                   | —                   | Collectables by Ashanti |
| 2008  | The Way That I Love You (en)                          | 37                  | 2                   | —                   | —                   | —                   | —                   | —                   | —                   | —                   | —                   | 96                  | The Declaration         |
| 2008  | Good Good (en)                                        | —                   | 30                  | —                   | —                   | —                   | —                   | —                   | —                   | —                   | —                   | —                   | The Declaration         |
| 2012  | The Woman You Love (en) (featuring Busta Rhymes)      | —                   |                     | —                   | —                   | —                   | —                   | —                   | —                   | —                   | —                   | —                   | single uniquement       |
| 2013  | Never Should Have                                     | —                   |                     | —                   | —                   | —                   | —                   | —                   | —                   | —                   | —                   | —                   | BraveHeart              |
| 2013  | I Got It (featuring Rick Ross)                        | —                   |                     | —                   | —                   | —                   | —                   | —                   | —                   | —                   | —                   | —                   | BraveHeart              |
| 2014  | Early in the Morning (featuring French Montana)       | —                   |                     | —                   | —                   | —                   | —                   | —                   | —                   | —                   | —                   | —                   | BraveHeart              |
| 2015  | Let's Go                                              | —                   |                     | —                   | —                   | —                   | —                   | —                   | —                   | —                   | —                   | —                   | album à venir           |
| 2017  | Say Less (featuring Ty Dolla $ign)                    | —                   |                     | —                   | —                   | —                   | —                   | —                   | —                   | —                   | —                   | —                   | album à venir           |
| 2019  | Pretty Little Thing (featuring Afro B)                | —                   |                     | —                   | —                   | —                   | —                   | —                   | —                   | —                   | —                   | —                   | album à venir           |

### En tant qu'artiste vedette
| Année | Titre                                                                                        | Meilleur classement | Meilleur classement | Meilleur classement | Meilleur classement | Meilleur classement | Meilleur classement | Meilleur classement | Meilleur classement | Meilleur classement | Album                         |
| Année | Titre                                                                                        | U.S.                | U.S. R&B            | UK                  | IRE                 | AUS                 | NZ                  | SWI                 | CAN                 | GER                 | Album                         |
| ----- | -------------------------------------------------------------------------------------------- | ------------------- | ------------------- | ------------------- | ------------------- | ------------------- | ------------------- | ------------------- | ------------------- | ------------------- | ----------------------------- |
| 2001  | Always on Time (en) (Ja Rule featuring Ashanti)                                              | 1                   | 1                   | 4                   | 22                  | 3                   | 2                   | 4                   | 2                   | 21                  | Pain Is Love                  |
| 2002  | What's Luv? (en) (Fat Joe featuring Ashanti and Ja Rule)                                     | 2                   | 3                   | 4                   | —                   | 4                   | 5                   | 2                   | 27                  | 10                  | Jealous Ones Still Envy       |
| 2002  | Down 4 U (Irv Gotti presents The Inc. featuring Ashanti, Ja Rule, Charli Baltimore, et Vita) | 6                   | 3                   | 4                   | —                   | —                   | 23                  | 43                  | —                   | 54                  | Irv Gotti Presents: The Inc.  |
| 2003  | Into You (with Fabolous)                                                                     | 4                   | 6                   | —                   | —                   | —                   | —                   | —                   | —                   | —                   | Street Dreams                 |
| 2003  | Mesmerize (Ja Rule featuring Ashanti)                                                        | 2                   | 5                   | 12                  | —                   | 5                   | —                   | —                   | —                   | 71                  | The Last Temptation           |
| 2004  | Wonderful (en) (Ja Rule featuring R. Kelly and Ashanti)                                      | 5                   | 2                   | 1                   | 12                  | 6                   | 6                   | 12                  | —                   | —                   | R.U.L.E.                      |
| 2004  | Southside (Lloyd featuring Ashanti)                                                          | 24                  | 13                  | —                   | —                   | —                   | —                   | —                   | —                   | —                   | Southside                     |
| 2004  | Jimmy Choo (Shyne featuring Ashanti)                                                         | —                   | 55                  | 98                  | —                   | —                   | —                   | —                   | —                   | —                   | Godfather Buried Alive        |
| 2004  | Wake Up Everybody (en) (avec divers artistes)                                                | —                   | 119                 | —                   | —                   | —                   | —                   | —                   | —                   | —                   | Wake Up Everybody             |
| 2006  | Pac's Life (2Pac featuring Ashanti and T.I.)                                                 | 102                 | 81                  | 21                  | 9                   | 34                  | 38                  | —                   | —                   | 31                  | Pac's Life                    |
| 2008  | Body On Me (en) (Nelly featuring Ashanti & Akon)                                             | 42                  | 69                  | 17                  | 12                  | 32                  | 19                  | —                   | 57                  | —                   | Brass Knuckles                |
| 2008  | Just Stand Up! (avec Artists Stand Up to Cancer)                                             | 11                  | 83                  | 26                  | 11                  | 10                  | 23                  | —                   | —                   | 19                  | Charity single                |
| 2009  | Want It, Need I (Plies featuring Ashanti)                                                    | 93                  | 40                  | —                   | —                   | —                   | —                   | —                   | —                   | —                   | Da Realist                    |
| 2013  | Just Believe (avec Artie Green, Gerry Gunn and Robbie Nova)                                  | —                   | —                   | —                   | —                   | —                   | —                   | —                   | —                   | —                   | Songs for a Healthier America |
| 2019  | Early in the Morning (Willie XO featuring Ashanti)                                           | —                   | —                   | —                   | —                   | —                   | —                   | —                   | —                   | —                   | single uniquement             |
| 2020  | Nasty (DaBaby feat. Ashanti et Megan Thee Stallion)                                          | 50                  | —                   | —                   | —                   | —                   | —                   | —                   | —                   | —                   | Blame It on Baby              |

## Certifications

### Albums
- Ashanti

AUS certification:  Or (35,000)
CAN certification:  2 × Platine (200,000) 
SWI certification:  Or (15,000) 
UK certification:  Platine (300,000)
US certification:  3 × Platine (3,600,000) 
- Chapter II

UK certification:  Or (100,000)
US certification:  Platine (1,500,000)
- Concrete Rose

UK certification:  Or  (100,000)
US certification:  Platine (1,000,000)

### Singles
- "Always On Time"

US certification (digital):  Or  (500,000)
- "Foolish"

AUS certification:  Platine (70,000)
- "Only U"

US certification (digital):  Or  (500,000)
- "The Way That I love You"

US certification (digital):  Or (500,000+)